# Henry Halleck
Henry Wager Halleck (ur. 16 stycznia 1815, zm. 9 stycznia 1872) – amerykański wojskowy, naukowiec i prawnik, oficer United States Army.
Ceniony ekspert w dziedzinie wojskowości, znany pod – obraźliwym później – przydomkiem „Old Brains”, brał czynny udział w dziele przyłączenia Kalifornii jako stanu. Z powodzeniem praktykował jako prawnik i deweloper. Na początku wojny secesyjnej, był naczelnym dowódcą Armii Unii na zachodnim teatrze działań, a jednocześnie – przez prawie dwa lata – głównodowodzącym wszystkich armii USA. „Awansował” na szefa sztabu armii, gdy generał porucznik Ulysses Grant, były podkomendny Hallecka na zachodzie, zastąpił go w roku 1864 na stanowisku głównodowodzącego.
Halleck był generałem ostrożnym, przedkładającym drobiazgowe przygotowanie do bitwy i prace fortyfikacyjne nad szybkie, agresywne operacje. Był niezastąpiony w pracy administracyjnej, logistyce i w działaniach politycznych niezbędnych na szczytach wojskowej hierarchii, lecz mało efektywny w sprawowaniu kontroli nad operacjami w polu ze swego gabinetu w Waszyngtonie. Prezydent Abraham Lincoln określił go kiedyś jako generała „trochę lepszego od dobrego urzędnika”.

## Młodość
Halleck urodził się na farmie w Westernville, w hrabstwie Oneida w stanie Nowy Jork, jako trzecie z czternaściorga dzieci Josepha Hallecka (porucznik, służył w wojnie roku 1812) i Catherine Wager Halleck. Młody Henry z niechęcią myślał o życiu na wsi, więc uciekł z domu do swego wuja, Davida Wagera z Utica, który zajął się jego wychowaniem. Uczęszczał do Hudson Academy i Union College, po czym wstąpił do United States Military Academy. Rychło stał się ulubieńcem teoretyka wojskowości Dennisa Mahana, skutkiem czego, będąc jeszcze kadetem, został dopuszczony do wykładania. Ukończył Akademię w roku 1839 z trzecią lokatą i otrzymał szlify podporucznika wojsk inżynieryjnych. Po kilku latach, jakie spędził na ulepszaniu fortyfikacji Zatoki Nowojorskiej, napisał raport kierowany do Senatu pod tytułem Report on the Means of National Defence, czym ucieszył generała Winfielda Scotta, który w roku 1844 nagrodził Hallecka podróżą do Europy celem przestudiowania europejskich (a zwłaszcza francuskich) systemów fortyfikacyjnych. Po powrocie porucznik Halleck wygłosił serię dwunastu odczytów w Instytucie Lowella w Bostonie, których treść została w roku 1846 opublikowana jako Elements of Military Art and Science. Praca ta, jeden z pierwszych przejawów amerykańskiego profesjonalizmu w sprawach militarnych, została dobrze przyjęta przez kolegów, a jego naukowe podejście spowodowało przyznanie mu przydomka „Old Brains”.

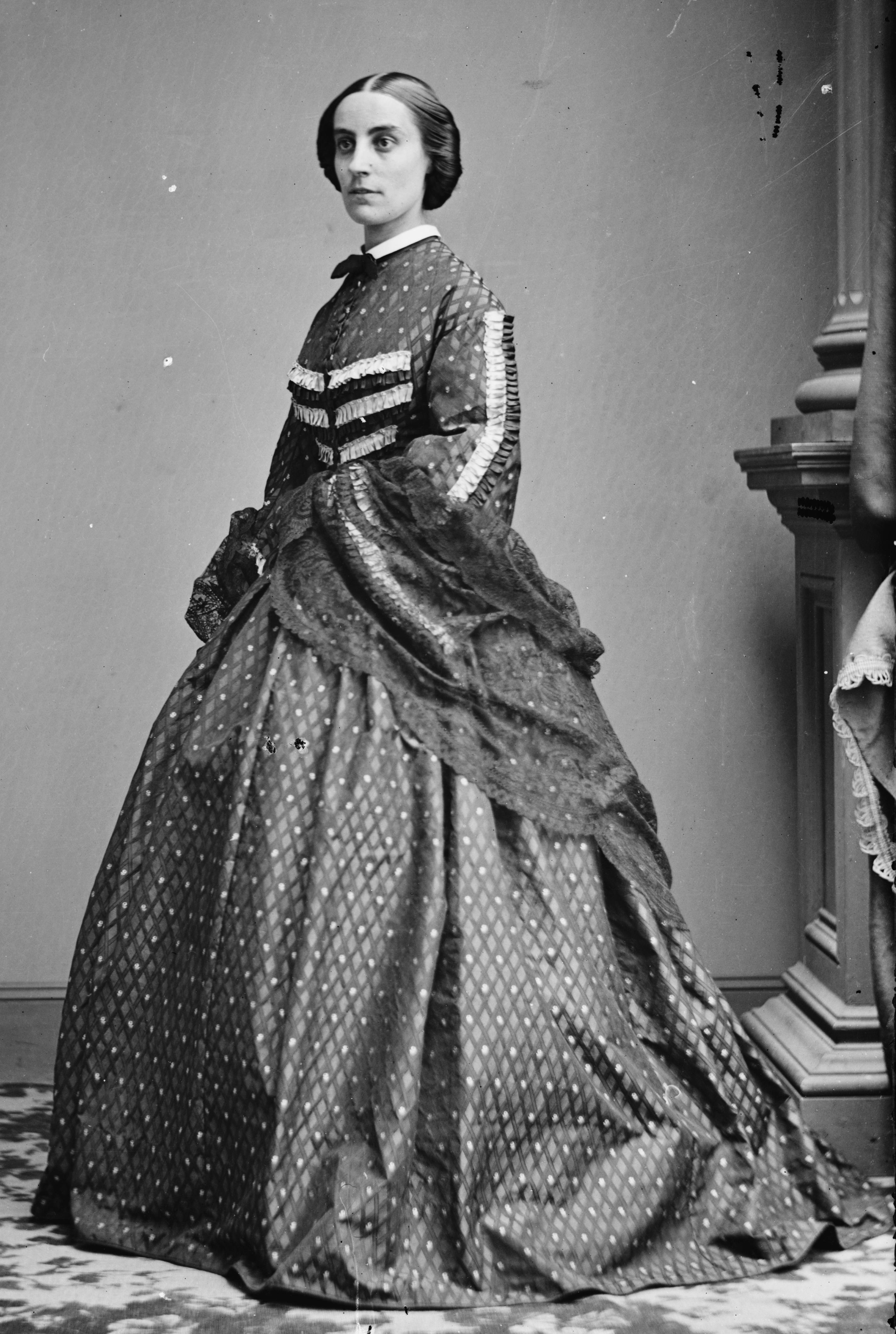
Elizabeth Hamilton

W czasie wojny amerykańsko-meksykańskiej Halleck został skierowany do Kalifornii. W czasie 7-miesięcznej podróży wokół przylądka Horn na pokładzie transportowca USS Lexington, jako aide-de-camp komodora Williama Shubricka, przetłumaczył pracę Henriego Jominiego Vie politique et militaire de Napoleon, co ugruntowało jego pozycję jako naukowca. Kilka miesięcy zajęło mu ufortyfikowanie Kalifornii, skutkiem czego został mianowany brevet kapitanem (nieco później – 1 lipca 1853 roku – awansował na stopień kapitana regularnej armii) i przeniesiony na północ do służby pod rozkazami generała Benneta Rileya, generalnego gubernatora Terytorium Kalifornii. Halleck został niebawem mianowany wojskowym sekretarzem stanu i jako taki reprezentował w roku 1849 na zjeździe w Monterey, gdzie spisana została konstytucja nowego stanu. Halleck był jednym z głównych autorów tego dokumentu. W California State Military Museum odnotowano, że „Halleck był mózgiem zjazdu i generał Riley polecił mu pomóc stworzyć ramy nowej konstytucji”. Miał być jednym z dwóch ludzi reprezentujących nowy stan w Senacie Stanów Zjednoczonych, ale głosy wyborców dały mu dopiero trzecie miejsce. Działając aktywnie w polityce znalazł czas na praktykę prawniczą w firmie Halleck, Peachy & Billings w San Francisco, która przynosiła takie dochody, że w roku 1854 zrezygnował z wojska. W rok później ożenił się z Elizabeth Hamilton, wnuczką Aleksandra Hamiltona i siostrą generała Schuylera Hamiltona. Ich jedyne dziecko, Henry Wager Halleck Jr., urodziło się w 1856 roku.
Jako prawnik i pośrednik w handlu nieruchomościami Halleck dorobił się sporego majątku. Ponadto znany był jako kolekcjoner Californianów. Zebrał tysiące stron dokumentów z hiszpańskich misji z okresu kolonizacji Kalifornii. Ich kopie znajdują się w Bibliotece Bancrofta Uniwersytetu Kalifornijskiego (originały zostały zniszczone podczas trzęsienia ziemi jakie nawiedziło San Francisco w roku 1906). Zbudował tzw. Montgomery Block, pierwszy ognioodporny budynek San Francisco, siedzibę prawników i biznesmenów, a później czeskich pisarzy i wydawców gazet. Był dyrektorem Almaden Quicksilver Company w San Jose, prezesem linii kolejowej Atlantic-Pacific, budowniczym w Monterey, a także właścicielem Rancho Nicasio o powierzchni 30 000 akrów (120 km²) w hrabstwie Marin. Obok tych wszystkich działań był cały czas związany z wojskiem i na początku 1861 roku dosłużył się stopnia generała-majora milicji stanowej.

## Wojna secesyjna

### Zachodni teatr działań
Gdy rozpoczynała się wojna secesyjna Halleck był demokratą i sympatyzował z Południowcami, niemniej jednak szczerze wierzył w wartość zjednoczonego państwa. Reputacja znawcy spraw wojskowych i rekomendacja Winfielda Scotta spowodowały, że 19 sierpnia 1861 roku został mianowany generałem-majorem regularnej armii, a tym samym czwartym co do starszeństwa dowódcą Armii Unii (Scott, McClellan, Frémont, Halleck). Został wyznaczony dowódcą Departament Missouri i 9 listopada zastąpił na tym stanowisku Frémonta. Jego talent administracyjny pozwolił na szybkie wyeliminowanie chaosu i nieporządków pozostawionych przez poprzednika. Zabrał się do roboty z założeniem, że „poszerzy swój stan posiadania będąc pewnym, że nikt go o nic nie będzie obwiniał”.
Halleck miał kiepskie stosunki z człowiekiem, który był jego najlepszym podkomendnym, a w przyszłości dowódcą, generałem-brygadierem Ulyssesem Grantem. Wojowniczy Grant stoczył właśnie mało znaczącą, lecz krwawą bitwę pod Belmont i snuł ambitne plany operacji desantowych na rzekach Tennessee i Cumberland. Halleck, ostrożny z natury, ale jednocześnie zakładając, że reputacja Granta jako alkoholika w przedwojennej armii czyni go niesolidnym, odrzucił plany Granta. Wkrótce jednak, pod naciskiem prezydenta Lincolna, Halleck zmienił zdanie i Grant przeprowadził w lutym 1862 roku operacje przeciwko fortom Henry i Donelson zdobywając obydwa i biorąc do niewoli 14 000 Konfederatów.
Grant stał się bohaterem, który odniósł pierwsze znaczące zwycięstwo w wojnie. Halleck otrzymał zgodę na awansowanie go do stopnia generała-majora formacji ochotniczych (wraz z pozostałymi generałami departamentu) i wystąpił przy tej okazji z wnioskiem o oddanie mu najwyższego dowództwa na zachodnim teatrze działań, które do tej pory sprawował wspólnie z generałem Don Carlosem Buellem, ale zgody nie otrzymał. Na krótko pozbawił Granta dowodzenia nową ekspedycją w górę rzeki Tennessee, co miało związek ze spotkaniem Granta z Buellem w Nashville i plotkami o powrocie do pijaństwa, ale wkrótce przywrócił mu dowodzenie w polu (być może zrobił tak pod naciskiem Lincolna i Departamentu Wojny). Tłumacząc Grantowi powód przywrócenia na stanowisko, Halleck przedstawił to jako jego wysiłki zmierzające do zadośćuczynienia niesprawiedliwości, nie wyjawiając oczywiście, że owej niesprawiedliwości należy szukać w jego własnym postępowaniu. Kiedy Grant pisał do Hallecka „muszę mieć wrogów na linii między nami”, Halleck odpowiedział „mylisz się, między nami nie ma wrogów”
Departament Hallecka dobrze działał na początku 1862 roku wypierając Konfederatów z Missouri i wkraczając do Arkansasu. Wojska Unionistów zajmowały zachodnie i połowę środkowego Tennessee. Grant, który jeszcze nie zorientował się w politycznych gierkach odbywających się za jego plecami, uważał Hallecka za „jednego z największych ludzi naszych czasów”, a generał-major William Tecumseh Sherman określał go mianem „kierowniczego geniusza” wydarzeń, które udzieliły sprawie Unii tak „potężnego wsparcia” w minionych miesiącach. Te osiągnięcia można przypisywać strategii, umiejętnościom administracyjnym i właściwemu gospodarowaniu środkami przez Hallecka, jak również znakomitemu działaniu w polu jego dowódców: Granta i Curtisa pod Pea Ridge, jak i Pope’a w boju o wyspę numer 10. Historycy wojskowości nie są zgodni co do osobistego wkładu Hallecka w te zwycięstwa. Niektórzy uważają, że przyczynił się do nich dowodząc departamentem; inni, szczególnie ci, którzy widzą jego karierę przez pryzmat późniejszych wydarzeń, są zdania, że głównym czynnikiem byli jego podwładni dowodzący w polu.
11 marca 1862 roku dowództwo Hallecka objęło stany Ohio i Kansas oraz Armię Ohio Buella, przy czym zostało przemianowane na Departament Mississippi. Armia Tennessee Granta została zmuszona 6 kwietnia do przyjęcia bitwy pod Shiloh. Z pomocą Buella Grantowi udało się odeprzeć konfederacką armię generała Johnstona i Beauregarda, ale przy wysokich stratach własnych. Wkrótce potem, stosownie do wcześniejszego planu, Halleck przybył by po raz pierwszy objąć osobiście dowodzenie nad tą wielką armią. Wobec tego, że Grant był ostro krytykowany za dopuszczenie do „masakry pod Shiloh”, Halleck przeniósł go ze stanowiska dowódcy polowego do sztabu jako swego zastępcę, którą to pracę Grant uznał za próbę kontrolowania go i odmianę aresztu. Halleck prowadził operacje przeciwko armii Beauregarda stacjonującej w miejscowości Corinth (Missisipi), co otrzymało miano oblężenia Corinthu, ponieważ armia Hallecka, dwukrotnie większa od sił Beauregarda, posuwała się nadzwyczaj ostrożnie i zatrzymywała codziennie dla wzniesienia skomplikowanych fortyfikacji; Beauregard ostatecznie wymknął się z Corinthu bez walki.

### Głównodowodzący
Na skutek niepowodzenia kampanii półwyspowej w Wirginii prezydent Lincoln wezwał 23 lipca 1862 roku Hallecka do objęcia stanowiska głównodowodzącego wszystkich armii Unii. Lincoln miał nadzieję, że Halleck zdoła zmusić podległych sobie generałów do podjęcia bardziej zdecydowanych, skoordynowanych akcji ofensywnych na wszystkich teatrach działał, ale rychło rozczarował się i zaczął określać Hallecka mianem „trochę lepszego od dobrego urzędnika”. Dowódcą większości sił na zachodzie został Grant, ale nie podlegała mu armia Buella, który podlegał bezpośrednio Halleckowi jako równy Grantowi. Halleck zaczął przenosić poszczególne dywizje Granta do armii Buella; do września odeszły cztery, zmniejszając siły Granta do 46 000 ludzi.

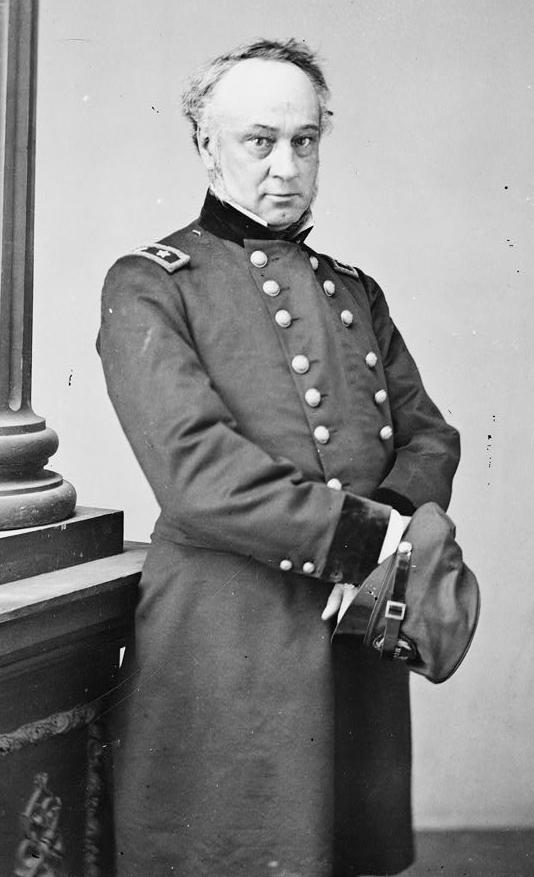
Generał Henry Wager Halleck

Za swym biurkiem w Waszyngtonie Halleck był znakomity jako administrator i organizator przygotowywania, wyposażania i wysyłania tysięcy żołnierzy Unii do właściwych regimentów i dywizji. Nie radził sobie jednak ani jako dowódca wielu armii, ani jako strateg. Jego chłodna, chropowata osobowość zniechęcała podwładnych; jeden z nich nazwał go „zimną, liczącą sową”. Historyk Steven E. Woodworth pisał: Generał, spod ciężkiego, wysokiego czoła, gapił się swymi wyłupiastymi oczyma na rozmówcę, długo milczał nim odpowiedział, pocierając przez jakiś czas oba swe łokcie, co przywiodło jednego z obserwatorów, że wielka inteligencja, jaką mu się przypisuje, musi mieścić się w jego łokciach”. Takie usposobienie nie przysparzało mu popularności wśród korespondentów wojennych, którzy często go krytykowali.
Halleck, bardziej urzędnik niż żołnierz, nie był w stanie utrzymać dyscypliny czy kierować swymi dowódcami w polu. Silne osobowości, jak George McClellan, John Pope, czy Ambrose Burnside z rozmysłem ignorowali jego rady i instrukcje. Jaskrawy przykład jego braku kontrol ujawnił się podczas kampanii w północnej Wirginii 1862 roku, kiedy to nie był w stanie przekonać McClellana by wsparł na czas Pope’a, co doprowadziło do klęski Unionistów w drugiej bitwie nad Bull Run. Incydent ten sprawił, że Halleck popadł w niełaskę. Abraham Lincoln powiedział, że dał mu do ręki całą siłę i odpowiedzialność głównodowodzącego. Po tym wydarzeniu nie było to już możliwe.
W obronie Halleck’a można powiedzieć, że podlegli mu dowódcy na wschodnim teatrze działań byli niechętni do walki z generałem Lee i jego Armią Północnej Wirginii. Wielu generałom na zachodzie, nie licząc Granta, również brakowało agresywności. I mimo zapewnień Lincolna, że dał generałowi pełną kontrolę, zarówno on, jak i sekretarz wojny Edwin M. Stanton zaniedbali wiele aspektów strategii militarnej. Halleck pisał do Shermana: „Ja jestem tylko doradcą sekretarza wojny i prezydenta, muszę wykonywać ich rozkazy, zgadzam się z nimi czy nie. Jako dobry żołnierz wykonuję rozkazy moich przełożonych. Jeśli nie zgadzam się z nimi mówię im to, ale gdy podejmą decyzję moim świętym obowiązkiem jest ją wykonać”.

### Szef sztabu
12 marca 1864 roku, gdy Ulysses S. Grant, były podwładny Hallecka na zachodzie, został awansowany na generała-porucznika i mianowany głównodowodzącym, Halleck spadł do rangi szefa sztabu odpowiedzialnego za administrowanie wielkimi armiami Unii. Grant i Departament Wojny zrobili wszystko, by odbyło się to bezkonfliktowo. Ich rozkazy mówiły, że Halleck został zwolniony ze stanowiska głównodowodzącego „na własną prośbę”.
Teraz, gdy na czele armii stanął agresywny generał, administracyjne zdolności Hallecka mogły się przydać i obaj z Grantem dobrze pracowali wspólnie. Podczas uciążliwej kampanii lądowej i kampanii Richmond-Petersburg roku 1864 Halleck dbał o to by Grant otrzymywał właściwe zaopatrzenie, wyposażenie i posiłki w takim zakresie, który doprowadził do pokonania Konfederatów. Zgadzał się z Grantem i Shermanem co do rozpoczęcia wojny totalnej przeciwko gospodarce południa i popierał zarówno Marsz Shermana, jak i zniszczenie przez Sheridana doliny Shenandoah. Wraz z Grantem, Shermanem i Sheridanem, Henry Halleck może być postrzegany jako jeden z ojców nowożytnego sposobu prowadzenia wojny.

## Po wojnie
Po kapitulacji Lee pod Appomattox Court House Halleck został wyznaczony dowódcą okręgu wojskowego z siedzibą w Richmond. Wziął udział w pogrzebie Lincolna. Jego przyjazne stosunki z Williamem Shermanem uległy gwałtownemu pogorszeniu po kłótni wokół skłonności Shermana do łagodnego traktowania byłych Konfederatów. W sierpniu 1865 roku został oddelegowany do okręgu wojskowego Kalifornii, co było rodzajem zesłania. W czasie pełnienia tych obowiązków udał się – wraz z fotografem Eadweardem Muybridgem – do właśnie nabytej Rosyjskiej Ameryki. Na równi z senatorem Charlesem Sumnerem jest postrzegany jako propagator nadania regionowi nazwy „Alaska”. W marcu 1869 roku został mianowany dowódcą okręgu wojskowego z siedzibą w Louisville w Kentucky.
Henry Halleck zmarł w Louisville. Został pochowany na cmentarzu Green-Wood w Brooklynie Został upamiętniony nazwą ulicy i pomnikiem w San Francisco. Nie pozostawił po sobie wspomnień i najwyraźniej zniszczył swe dokumenty osobiste i korespondencję. Jego posiadłość została wyceniona po śmierci na 474 773,16 USD (9 210 599,30 w roku 2011). Wdowa po nim, Elizabeth, wyszła powtórnie za mąż za płk. George’a W. Culluma w 1875 roku. Cullum był szefem sztabu Hallecka na zachodnim teatrze działań, a następnie w Waszyngtonie.

## Prace
- Report on the Means of National Defence (1843)
- Elements of Military Art and Science (1846)
- International law, or, Rules regulating the intercourse of states in peace and war (1861)
- The Mexican War in Baja California: the memorandum of Captain Henry W. Halleck concerning his expeditions in Lower California, 1846–1848 (pośmiertnie, 1977)